# Chashitsu

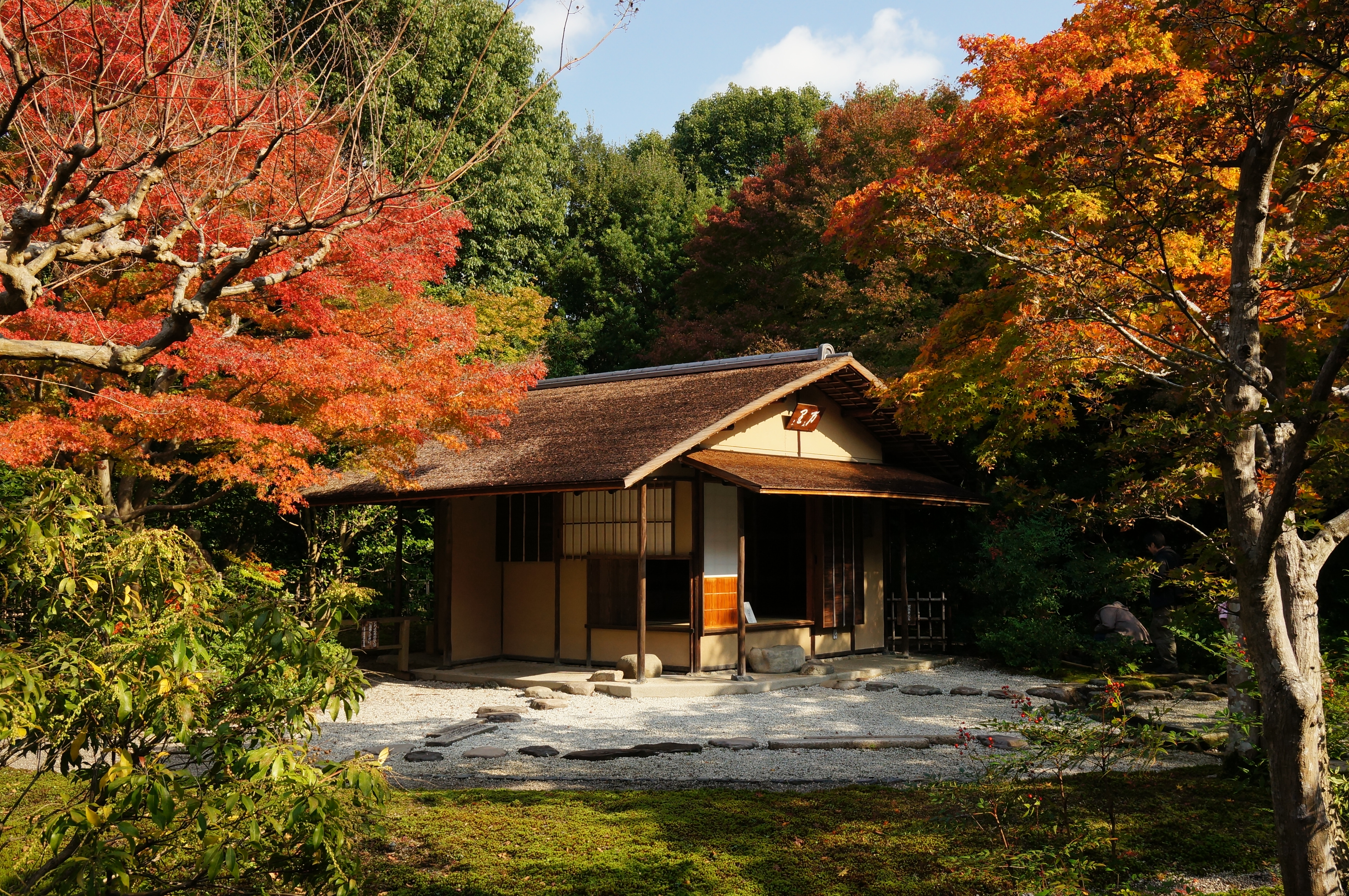
La «Casa de té» que fue exhibida durante la Expo '70 de Osaka y que hoy se encuentra ubicada en un parque de esa ciudad

Chashitsu (en japonés: 茶室;) es una «casa de té» que en la tradición japonesa es un espacio arquitectónico diseñado exclusivamente para ser utilizado en las reuniones para celebrar la ceremonia del té (chanoyu).

## Terminología japonesa

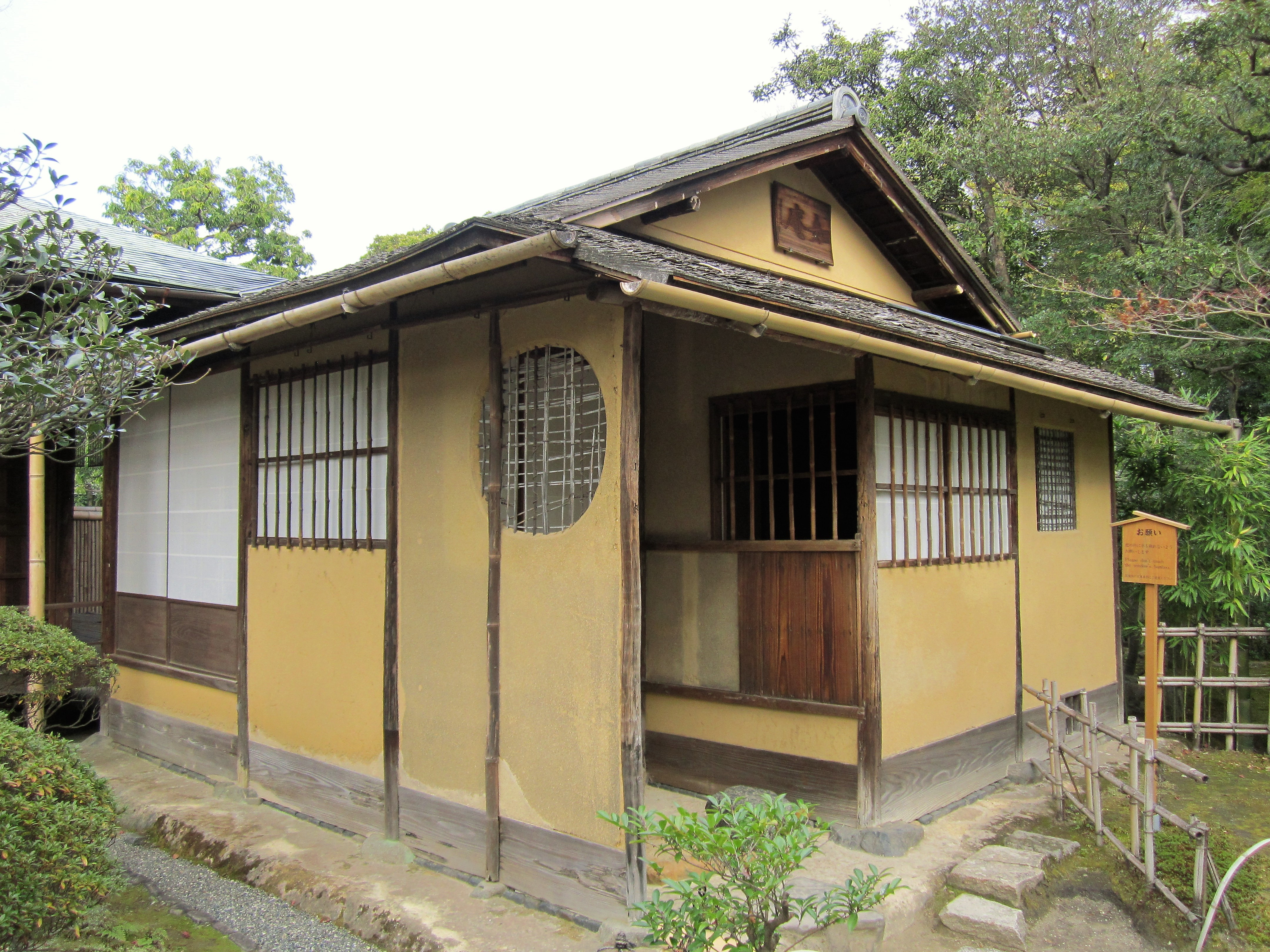
La «casa de té» Jo-an es un chashitsu del siglo XVII declarada Tesoro Nacional de Japón

Al estilo arquitectónico que se desarrolló para la construcción de estos chashitsu se le conoce como estilo sukiya (sukiya-zukuri), en tanto la palabra sukiya (数奇屋) por su parte puede designar también a un chashitsu. Otro término japonés relacionado con las «casas de té» es chaseki (茶席), que en sentido amplio significa «lugar para tomar el té», y comprende cualquier tipo de espacio donde las personas pueden sentarse para participar en la ceremonia del té, y apreciar un chabana («flores de té»), el estilo de arreglo floral propio de la ceremonia del té.

### Características
Las características típicas que conforman un chashitsu son las ventanas y puertas corredizas shōji hechas de madera y cubiertas con papel translúcido washi, el tatami de los pisos de estera y la alcoba tokonoma, todo ello en los colores y estilo sencillos y tenues muy usados en los shoin. El tamaño de un chashitsu promedio es de 4,5 tapetes tatamis (7,29 m²).

## Concepto arquitectónico

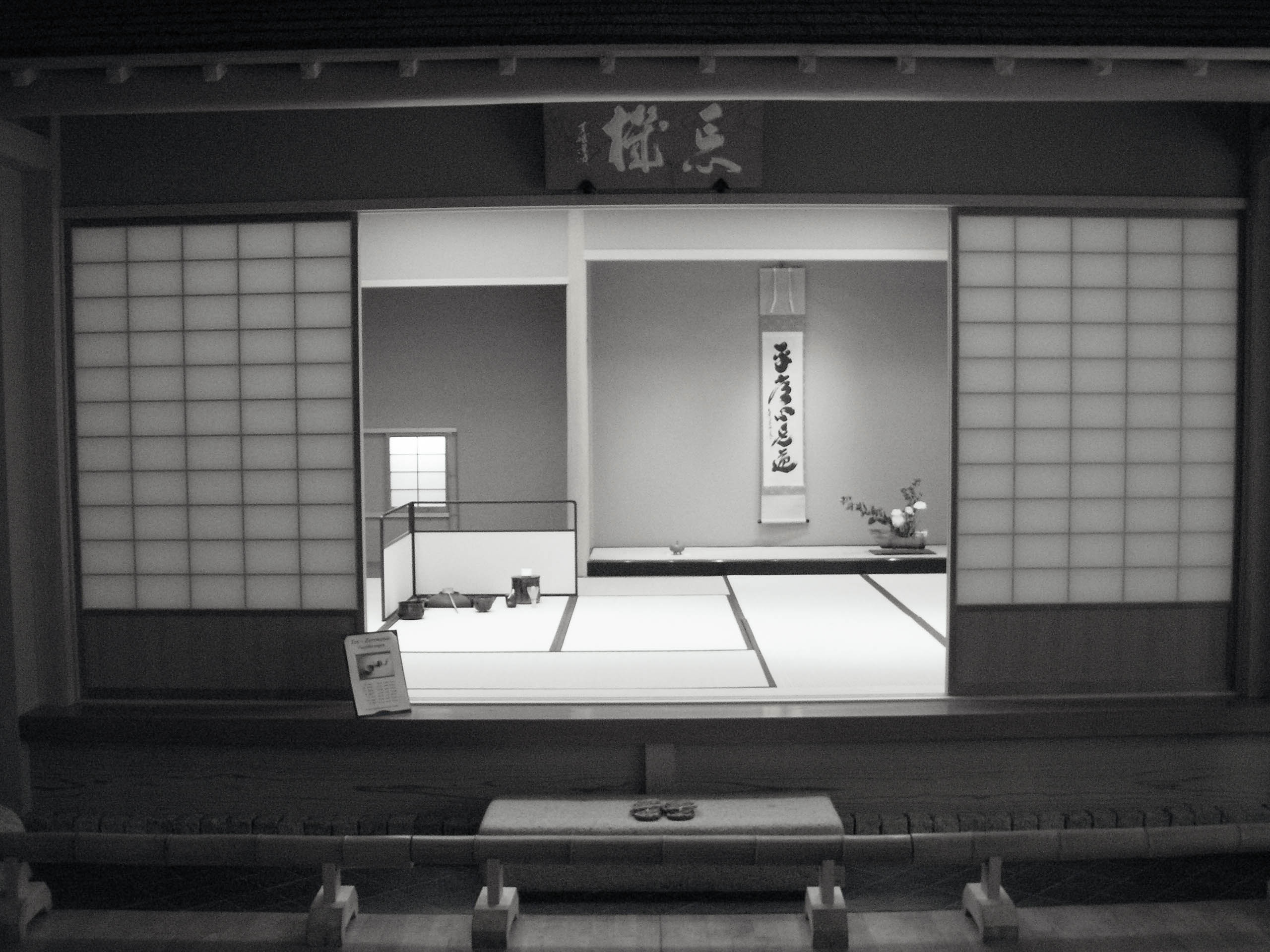
Vista interior de una «casa de té»

Para la arquitectura japonesa los chashitsu deben ser estructuras totalmente independientes, diseñadas de manera específica para la ceremonia del té, con habitaciones adjuntas, todas las cuales ofician de salón para recibir invitados a la ceremonia del té, extendiéndose el concepto de la «casa de té» hasta el sendero mismo que, atravesando un jardín roji, conduce hasta el propio chashitsu.
Las «casas de té» suelen ser edificios de madera, pequeños y sencillos. Están ubicados en los jardines o terrenos de las viviendas particulares. Otros sitios comunes donde encontrar un chashitsu son los terrenos de los templos, museos y parques. La casa de té más pequeña tendrá por lo menos dos salas: una principal, donde el anfitrión y los invitados se reúnen y se sirve el té, y una mizuya, donde el anfitrión prepara los dulces y los utensilios para la ceremonia del té japonesa. Toda la estructura podría tener una superficie total mínima de tres tatamis (4,86 m²).
Las «casas de té» grandes pueden tener varios salones de té de diferentes tamaños, con una mizuya grande y bien equipada, que se asemeja a una cocina moderna, una gran sala de espera para invitados; un área de bienvenida donde los huéspedes son recibidos y pueden quitarse y guardar sus zapatos, baños separados para hombres y mujeres, un vestuario, un trastero; y posiblemente varias antesalas, así como un jardín con un camino roji, un área de espera al aire libre para invitados y hasta retretes.
La «casa de té» puede utilizar un brasero portátil (furo) o un fogón hundido en el piso (ro), sobre todo para preparar el té en el invierno.

## Orígenes históricos

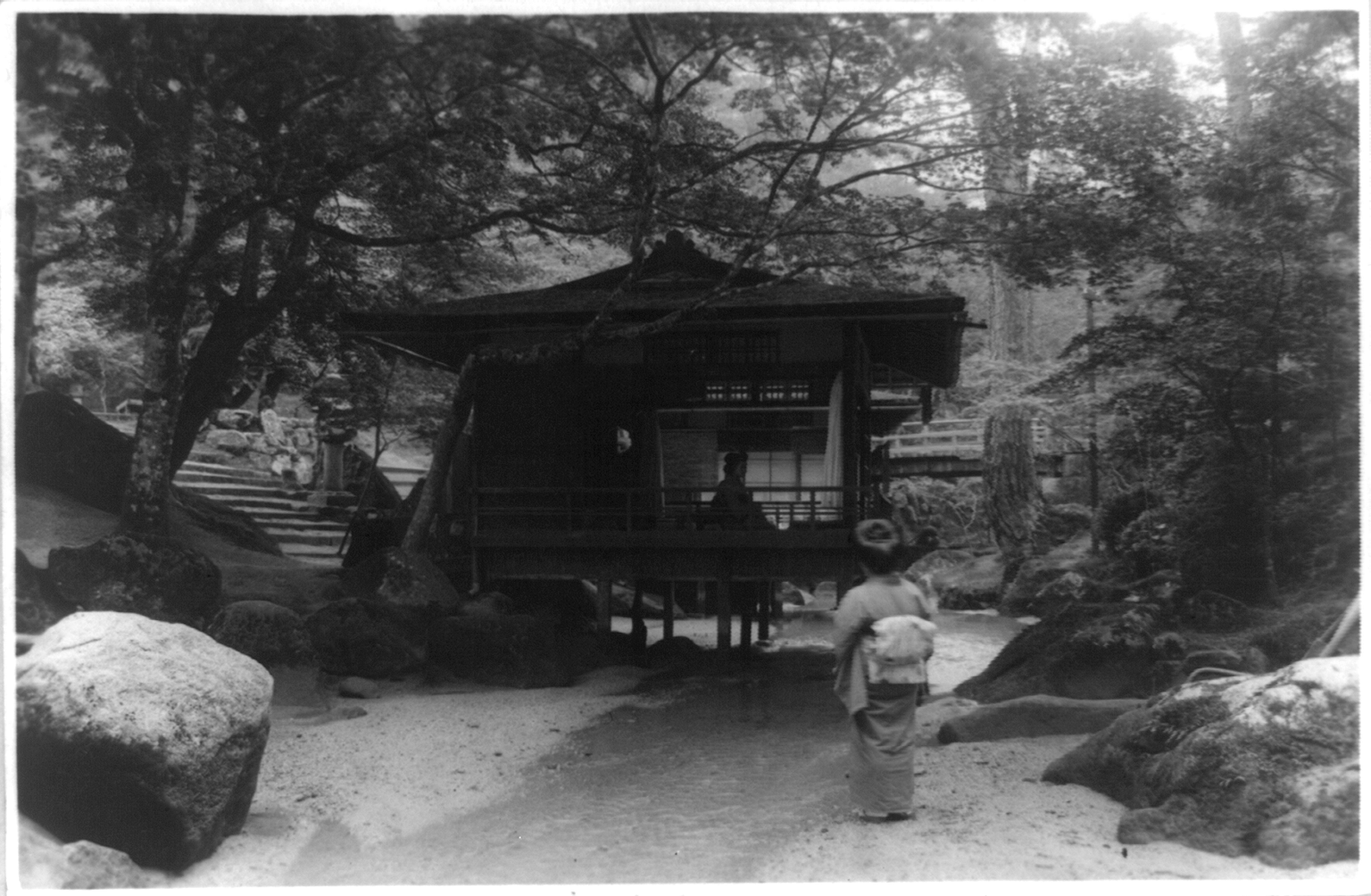
Chashitsu y el entorno de su jardín en el Santuario Itsukushima hacia 1900

El término chashitsu se comenzó a usar después del comienzo del período Edo (hacia el año 1600). En épocas anteriores, se usaban varios términos para los espacios utilizados para la ceremonia del té, como chanoyu zashiki (茶湯座敷; «espacio para sentarse para el chanoyu», sukiya («lugar para búsquedas estéticas de inclinación poética [Furyu,風流] como el chanoyu») y kakoi (囲; «espacio particionado»). Un viejo relato dice que fue el shōgun Ashikaga Yoshimasa quien construyó el primer chashitsu en su casa de campo de Higashiyama en Kioto, la cual fue descrita como una pequeña habitación de 4,5 tatamis que estaba separada de la residencia principal del shōgun.

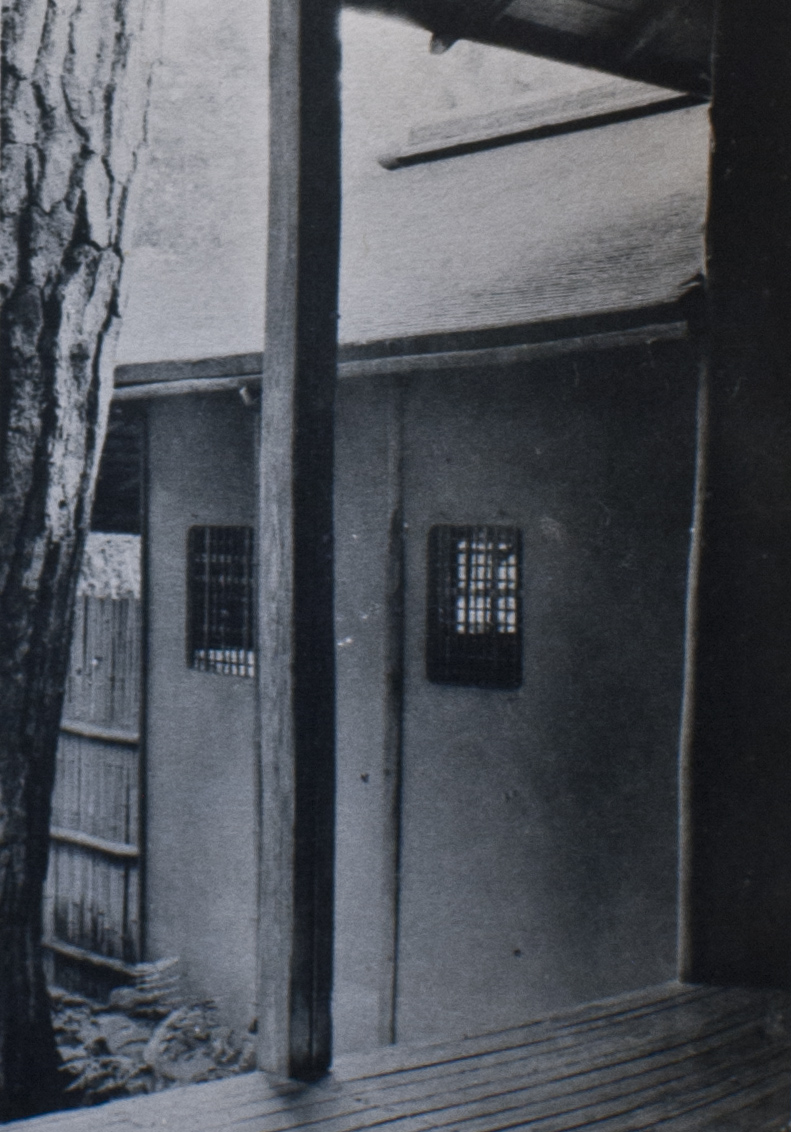
Tai-an (待庵), el único chashitsu existente diseñado por Sen no Rikyū que representa su concepto de wabi-cha se encuentra en Kioto

Según el historiador japonés Takeshi Moriya en su artículo La Vivienda en la montaña dentro de la ciudad, el ideal de wabi-cha (un estilo de ceremonia del té japonesa muy tradicional asociado con Sen no Rikyū) tenía sus raíces en la sociedad urbana del periodo Muromachi (1336-1573), que tomó forma en las «casas de té» que la gente del pueblo construyó en sus residencias y que afectó la apariencia de las chozas con techo de paja en los pueblos de montaña. Antes de esto, la ceremonia del té se disfrutaba generalmente en habitaciones construidas con el estilo arquitectónico shoin-zukuri, un estilo que se emplea con frecuencia en los salones de té construidos en la actualidad.
Las «casas de té» aparecieron por primera vez en el período Sengoku, de mediados del siglo XV a principios del siglo XVII, en una época en la que el gobierno central casi no tenía poder práctico y el país estaba sumido en el caos, las guerras y los frecuentes levantamientos. Los samuráis estaban ocupados, adquiriendo y defendiendo territorios, promoviendo el comercio y supervisando la producción de las granjas, los molinos y las minas, como gobernantes de facto. Como los más pobres estaban ansiosos por buscar la salvación en el más allá de acuerdo a las enseñanzas del budismo, las «casas de té» fueron construidas principalmente por monjes Zen y también algunos soberanos feudales, guerreros y comerciantes que practicaban la ceremonia del té. Se buscaba la sencillez y la tranquilidad, principios centrales de la filosofía Zen. El reconocimiento de la simplicidad y la sencillez es una de las motivaciones centrales de la «casa de té», que se convirtió en una tradición japonesa distintiva en los períodos posteriores.

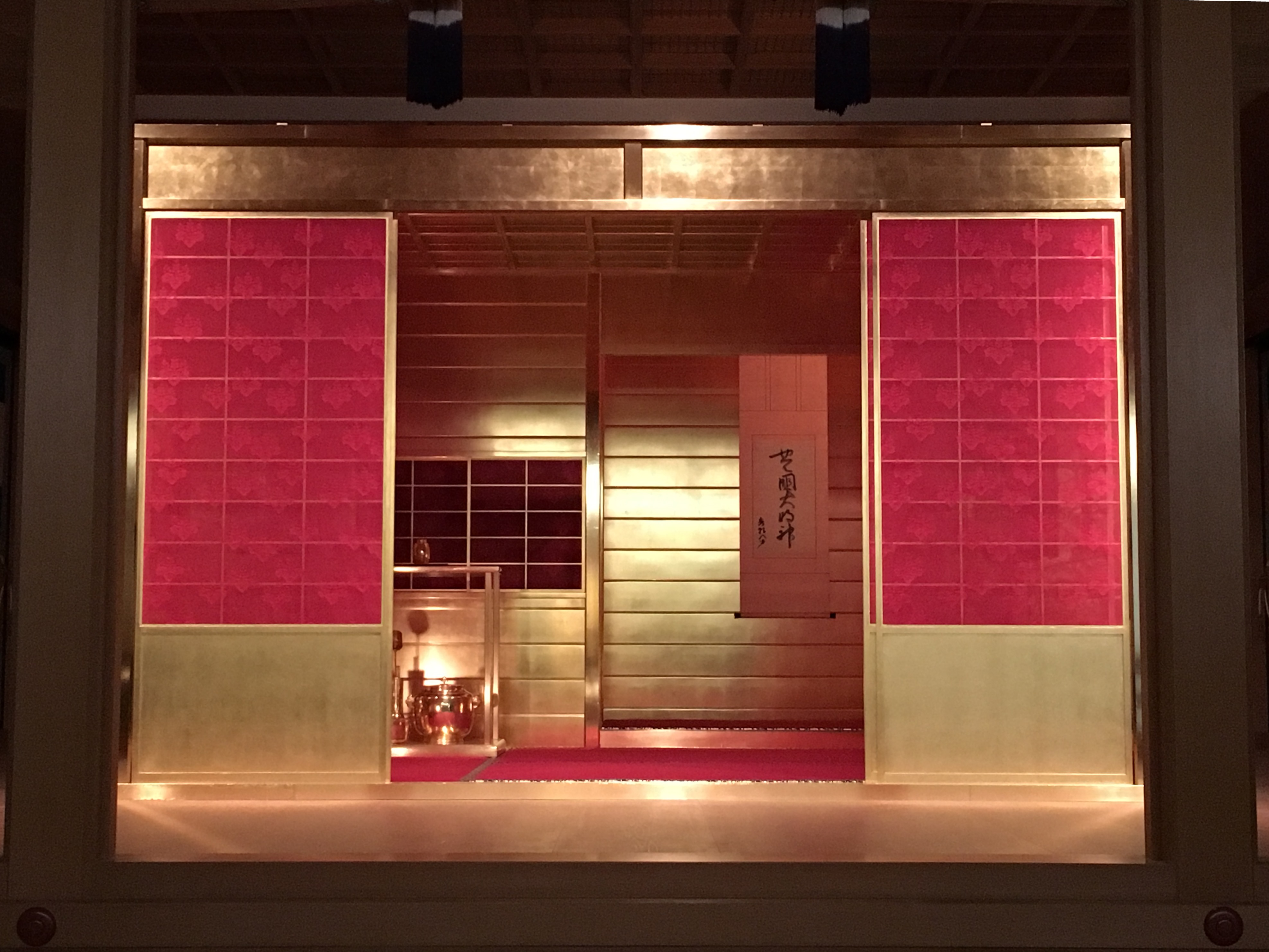
La «sala dorada del té» en el Museo de Arte de Atami, Shizuoka

La «sala dorada del té» fue un chashitsu dorado portátil construido durante el período Azuchi-Momoyama del siglo XVI para las ceremonias del té del regente japonés Toyotomi Hideyoshi. La habitación original se ha perdido, pero se han construido varias réplicas. La «sala dorada del té» fue construida para impresionar a los invitados con el poder del regente. Esto contrastaba con la rústica estética reglada por el maestro del té Sen no Rikyū, aunque se especula que Rikyū quizás habría colaborado en el diseño. En todo caso, la opulencia de este tipo de salas era muy inusual y también pudo haber estado en contra de las normas wabi-sabi. Al mismo tiempo, la simplicidad del diseño general, con sus líneas limpias podría verse como dentro del canon. Se desconoce el grado de participación de Rikyū en el diseño de la sala, sin embargo, el maestro estuvo presente en varias ocasiones, cuando se servía té a invitados en la sala.

## En la arquitectura japonesa

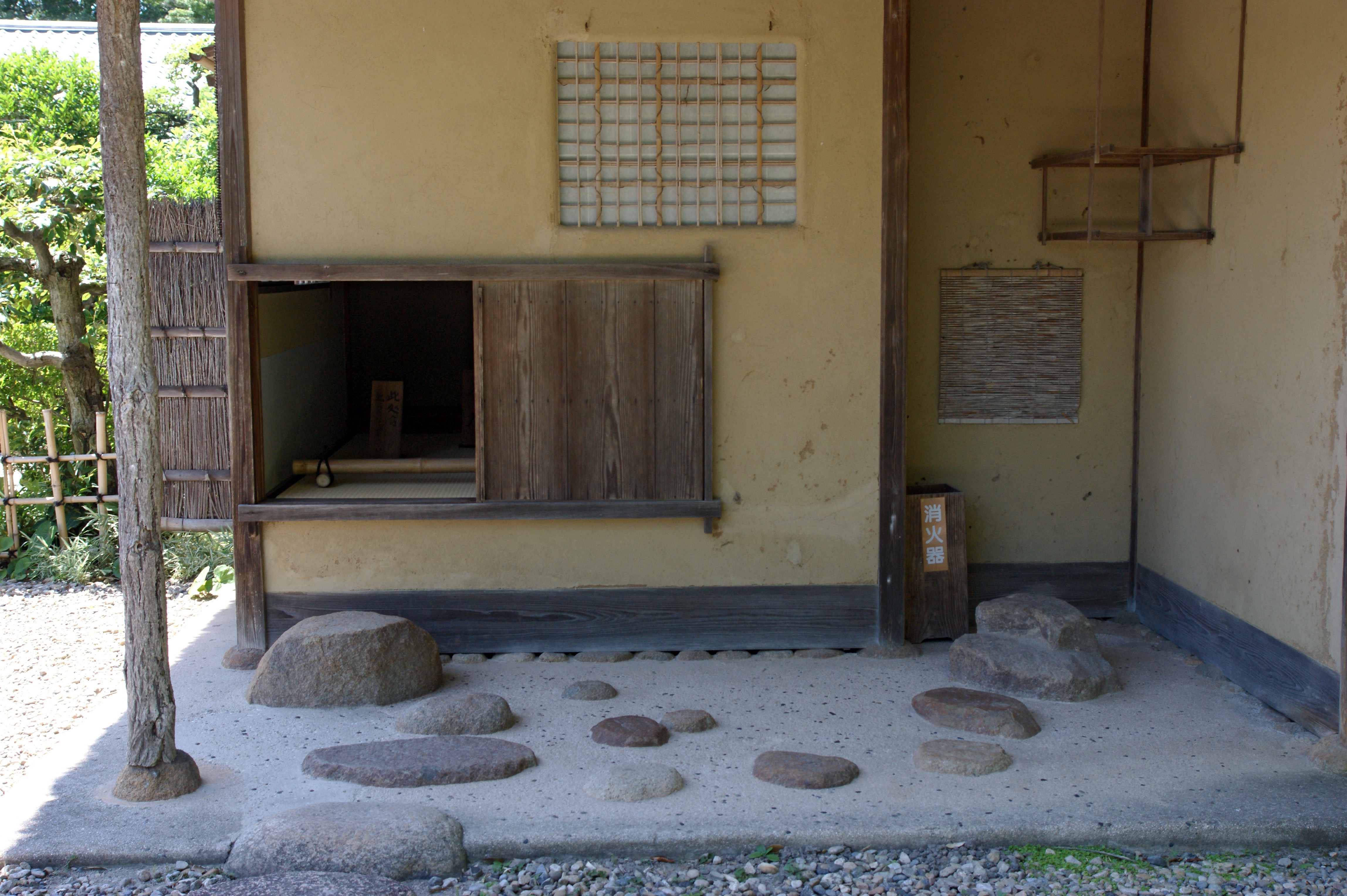
Entrada Nijiriguchi de una casa de té

La «casa de té» ideal está rodeada por un pequeño jardín japonés llamado roji y está dividida, al menos en dos partes, por una puerta llamada chumon. A lo largo del camino hay un banco de espera para invitados y una pérgola. Aparte de su propio jardín, el chashitsu puede estar dispuesta junto con otras construcciones tradicionales japonesas como el zashiki, el oku no zashiki y el hanare zashiki, todos ellos alrededor de un jardín principal más grande.

Cerca de la «casa de té» hay un recipiente de piedra, donde los invitados se enjuagan las manos y la boca antes de entrar a la sala de té a través de una puerta baja y cuadrada llamada nijiriguchi, o «entrada para gatear», pues requiere agacharse para atravesarla. La  nijiriguchi separa simbólicamente el interior pequeño, sencillo y silencioso del mundo exterior ruidosos, abrumador y atiborrado. La nijiriguchi conduce directamente al salón de té.

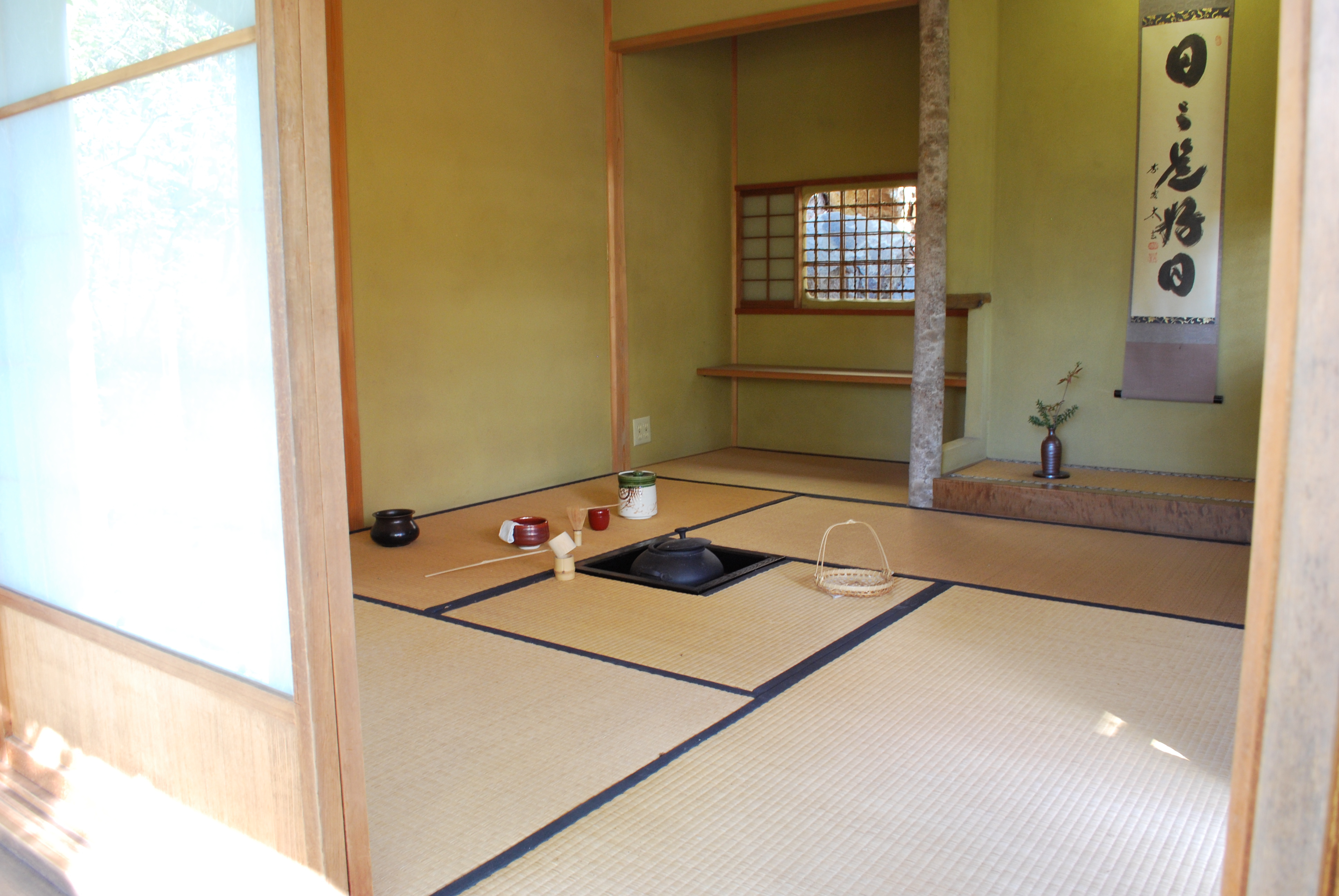
Vista de un interior similar, con algunos utensilios.

La sala de té tiene un techo bajo y no cuenta con muebles: los invitados y el anfitrión se sientan en el suelo al estilo seiza. Todos los materiales utilizados son deliberadamente sencillos y rústicos. Además de la entrada de invitados, puede haber varias entradas más. Como mínimo hay una entrada para el anfitrión conocido como sadōguchi, que permite el acceso a la mizuya.
Habrá un tokonoma (nicho de pergaminos) sosteniendo un pergamino de caligrafía o pintura con pincel, y tal vez un arreglo floral pequeño y simple llamado chabana (茶花), pero no habrá ninguna otra decoración.
Las esteras que podemos encontrar en un chashitsu grandes se llaman hiroma («habitación grande»), mientras que las más pequeñas se denominan koma («habitación pequeña»).
Algo que influye en la construcción de un chashitsu, como espacio para un maestro iemoto o para un jefe de familia, son la iconografía de sus ancestros y las memorias personales o familiares.

## Nombres más frecuentes
Es habitual que a un chashitsu se le dé un nombre en honor de sus propietarios o sus benefactores. Los nombres suelen incluir los caracteres de «cabaña», «salón»  o «pérgola», y reflejan el espíritu de la sencillez rústica de la ceremonia del té y las enseñanzas del budismo zen. Los nombres más frecuentes son:
- Mugai-an (無外庵; cabaña introvertida)
- Mokurai-an (黙雷庵; choza del trueno silencioso)
- Tōkyū-dō (東求堂; salón de la búsqueda del este). Se aclara que el 東求堂 en Ginkaku-ji se pronuncia Tōgu-dō, y es un salón budista privado, no un chashitsu
- Shō-an (松庵; cabaña de pino)
- Ichimoku-an (一木庵; cabaña de un árbol)
- Rokusō-an (六窓庵, cabaña de seis ventanas)
- Bōji-tei (忘路亭; pérgola del camino olvidado)

## Construcciones notables
- Tai-an (待庵) construido en 1582, es el único chashitsu existente diseñado por Sen no Rikyū, que representa su concepto de wabi-cha. Se encuentra ubicado en el templo Myōki-an en Yamazaki, Kioto. Designado Tesoro Nacional de Japón.
- Jo-an (如庵) fue construido en Kioto en 1618 por Urakusai, el hermano menor de Oda Nobunaga, y fue trasladado a Inuyama en Aichi en 1972. En 1951 fue declarado Tesoro Nacional.
- Konnichi-an (今日庵; cabaña del hoy) construido por Sen Sōtan en lo que más tarde se conocería como la finca Urasenke Konnichian.
- Fushin-an (不審庵; cabaña de la duda) de Sen no Rikyū la cual fue trasladada por su hijo Sen Shōan a la finca Omotesenke.
- Zangetsu-tei (残月亭; pérgola de la luna matinal) que pertenece a la escuela Omotesenke de Kioto.
- San-meiseki (三名席; las tres salas de té famosas):[14]
  - Sarumen Chaseki (猿面; sala de té rostro de mono)[15] en el castillo de Nagoya, antiguo tesoro nacional hasta su destrucción en 1945, y reconstruido en 1949[16][17]
  - Yatsu-mado no seki (八窓の席; ocho ventanas)[18] o Hasō-an (八窓庵) en Isshin-ji en Osaka, diseñado por Lord Kobori Enshū (1579-1647)[19]
  - Rokusō-an (六窓庵, cabaña de las ocho ventanas) de Kōfuku-ji en Nara, ahora en los jardines del Museo Nacional de Tokio[20][21]
- Shōkin-tei (松琴亭) en la Villa Imperial Katsura en Kioto.[22]
- La «sala dorada del té» construido bajo el regente Toyotomi Hideyoshi (1537-1598).
- Casa de té de cristal - KOU-AN (光庵; cabaña de la luz) diseñada por Tokujin Yoshioka (1967).
- Casa de té de bambú Ki-an.[23]

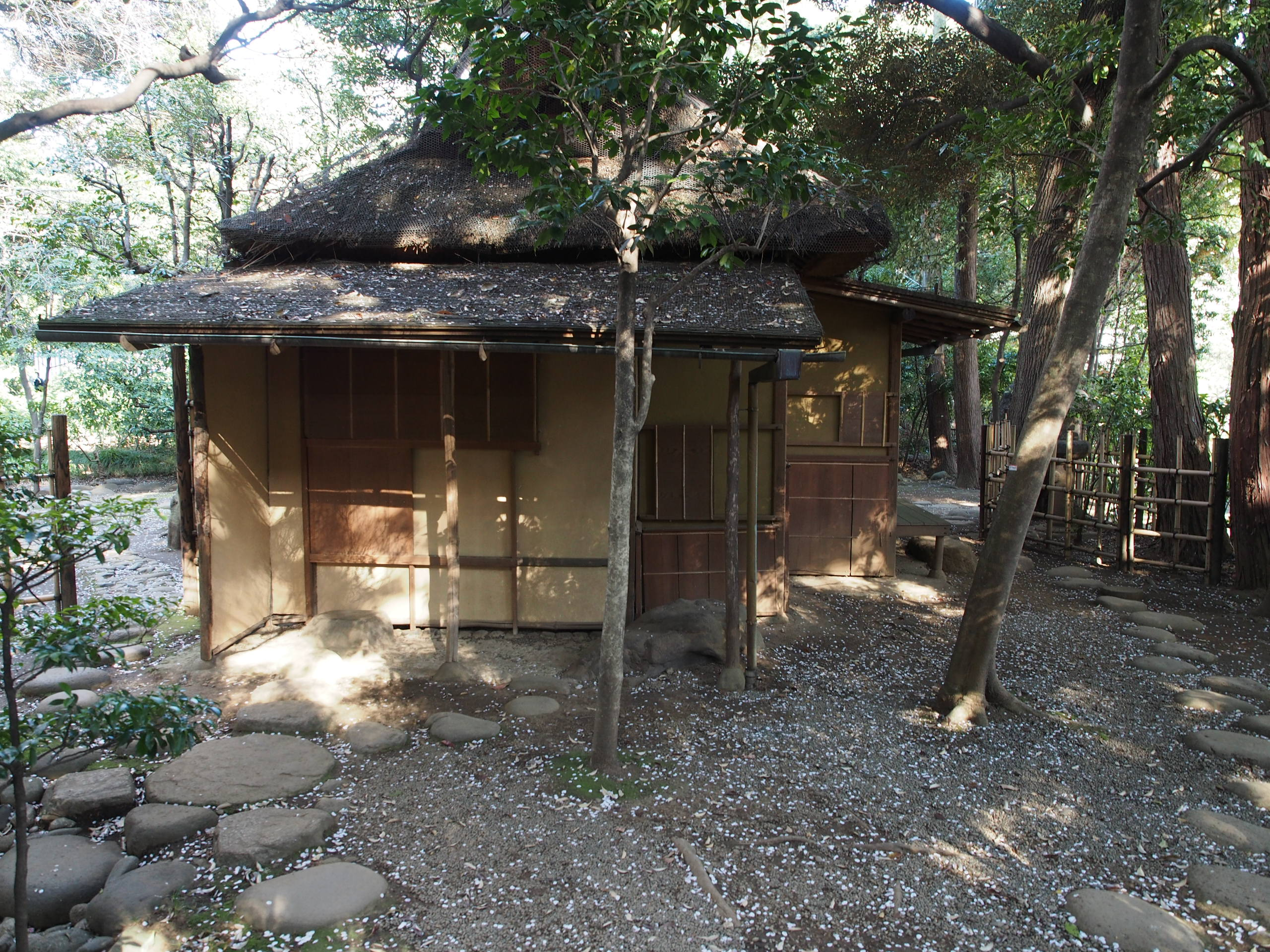
Rokusō-an, anteriormente de Kōfuku-ji en Nara
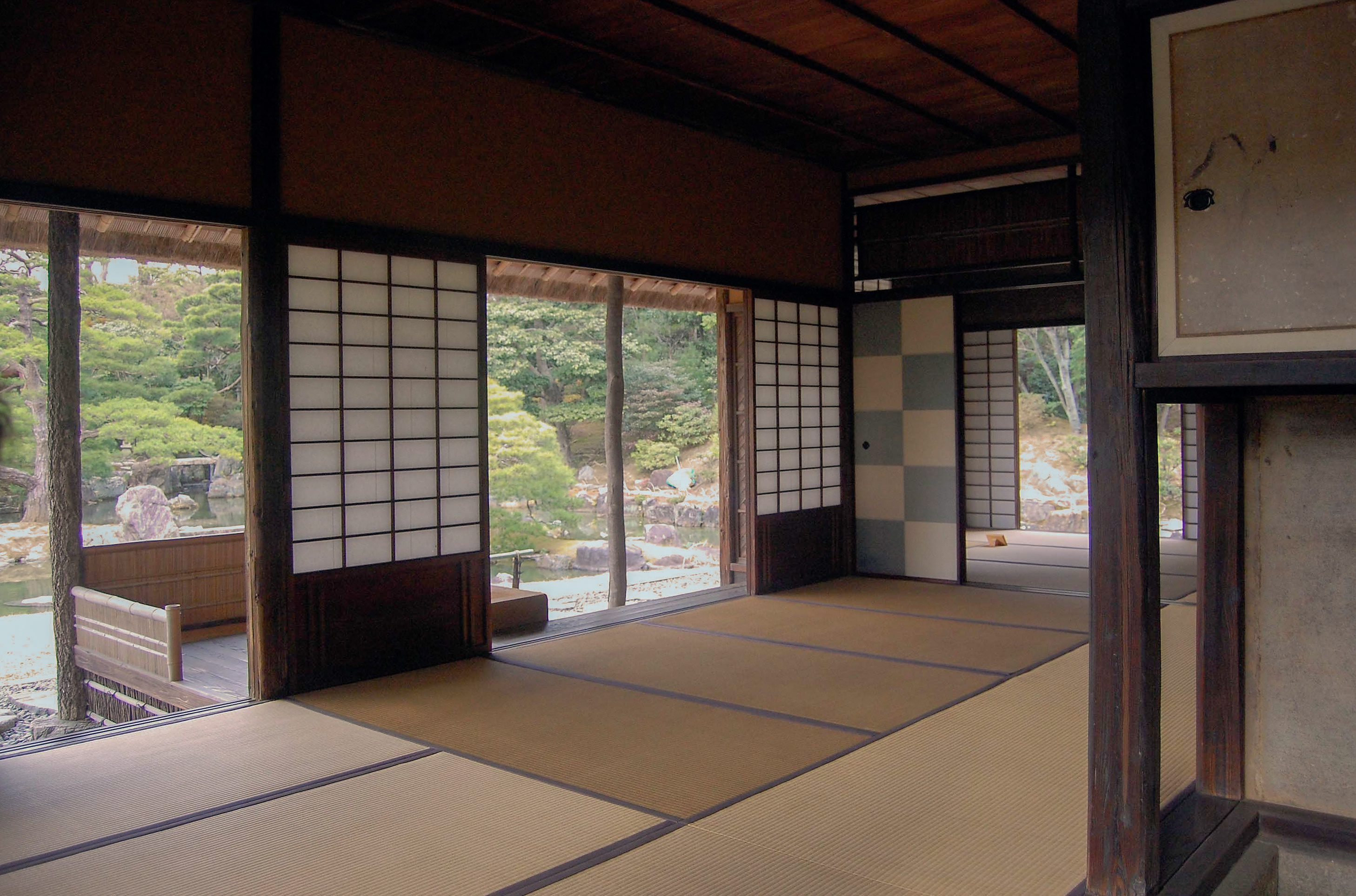
Interior de Shōkin-tei en la villa imperial Katsura
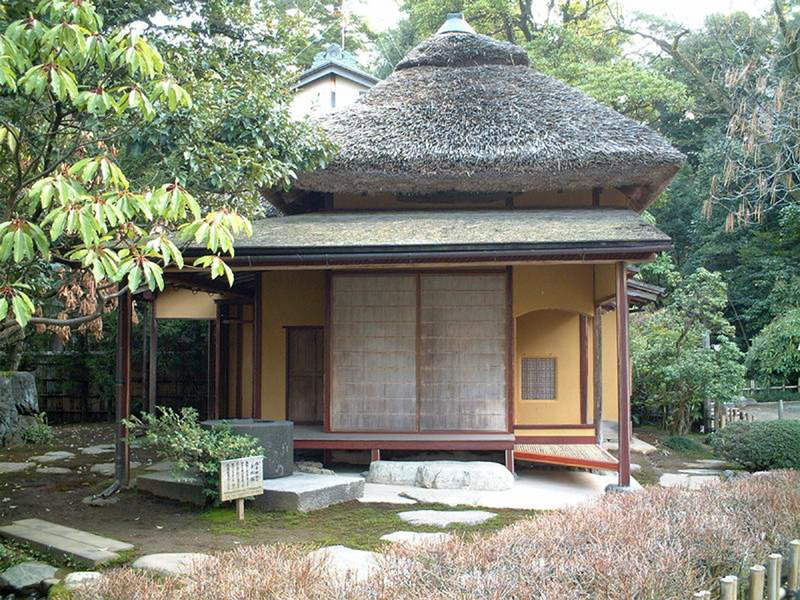
Yugao-tei en Kanazawa, Ishikawa
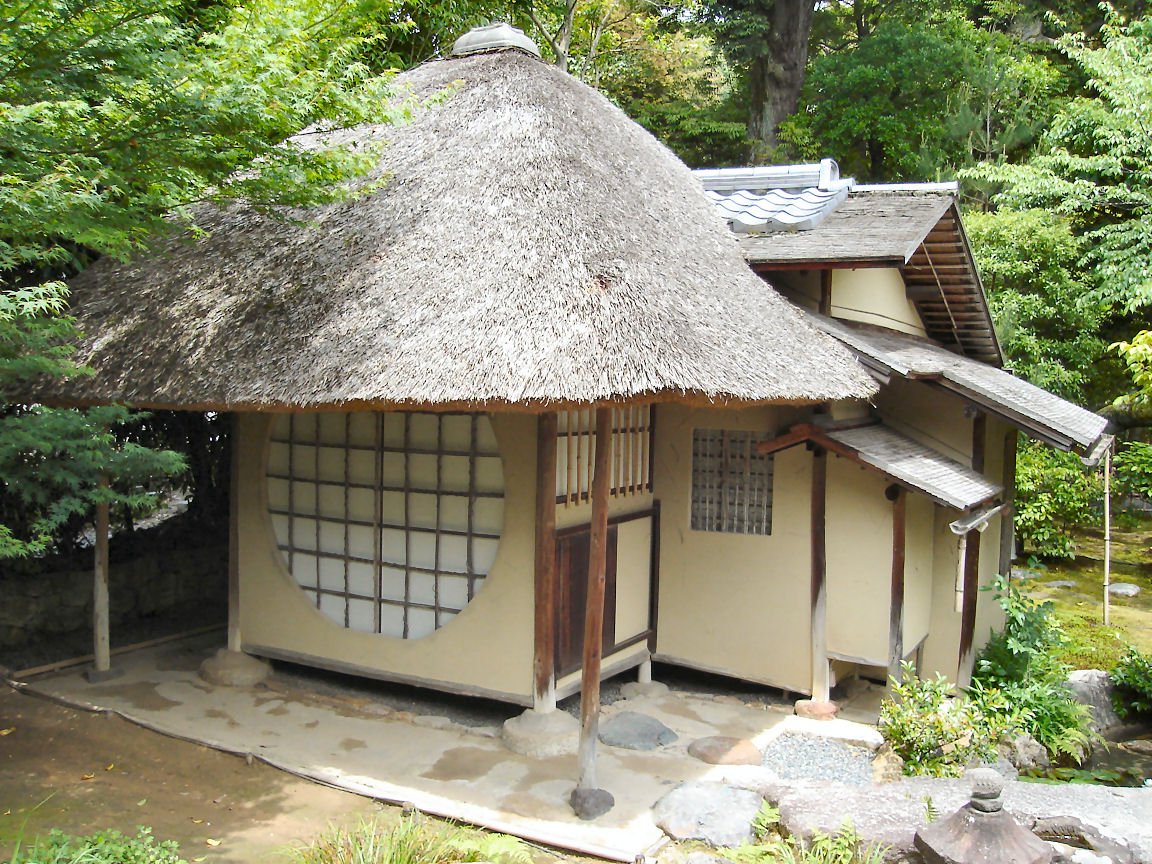
Iho-an en Koudai-ji
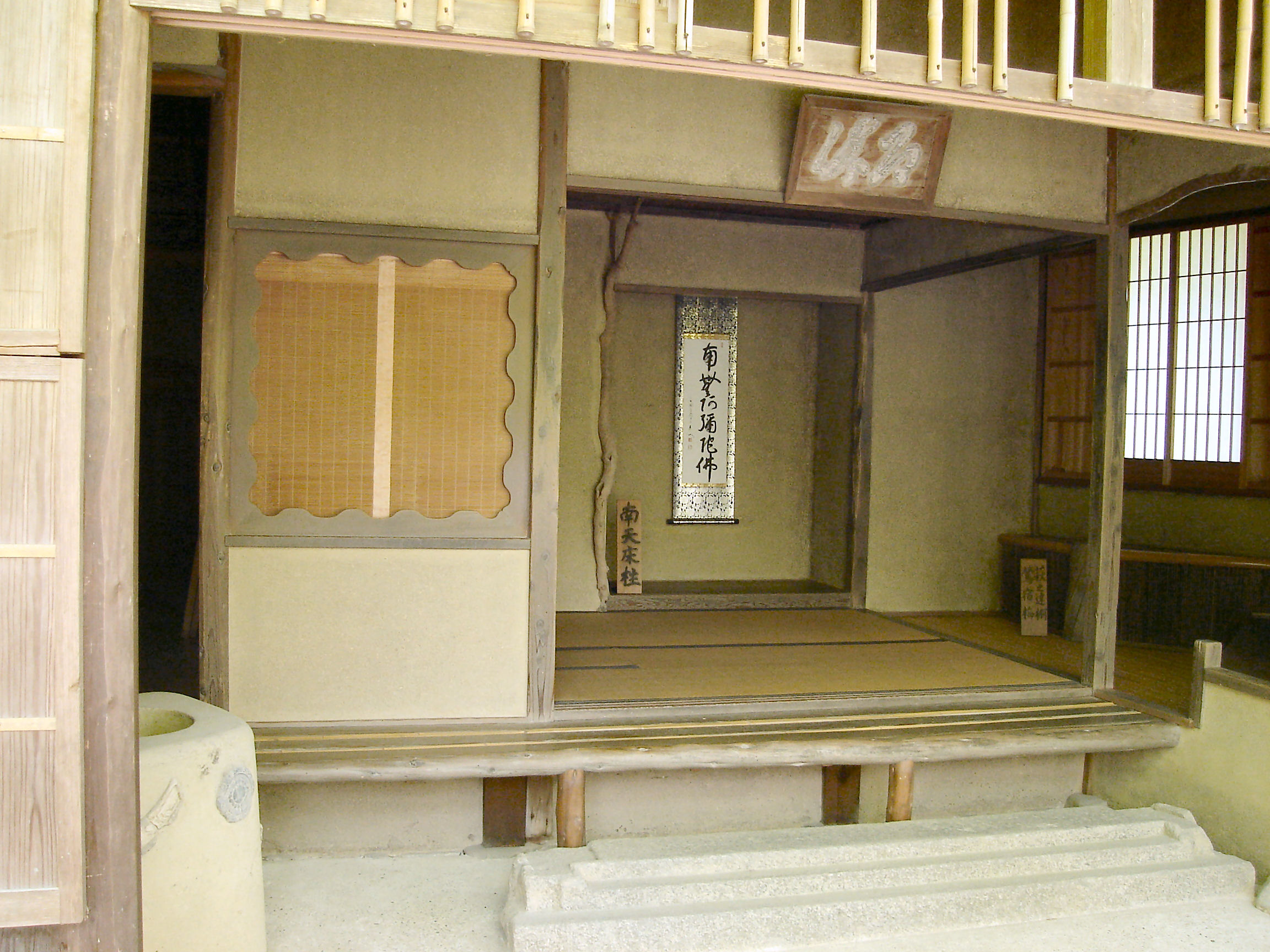
Sekka-tei en Rokuon-ji
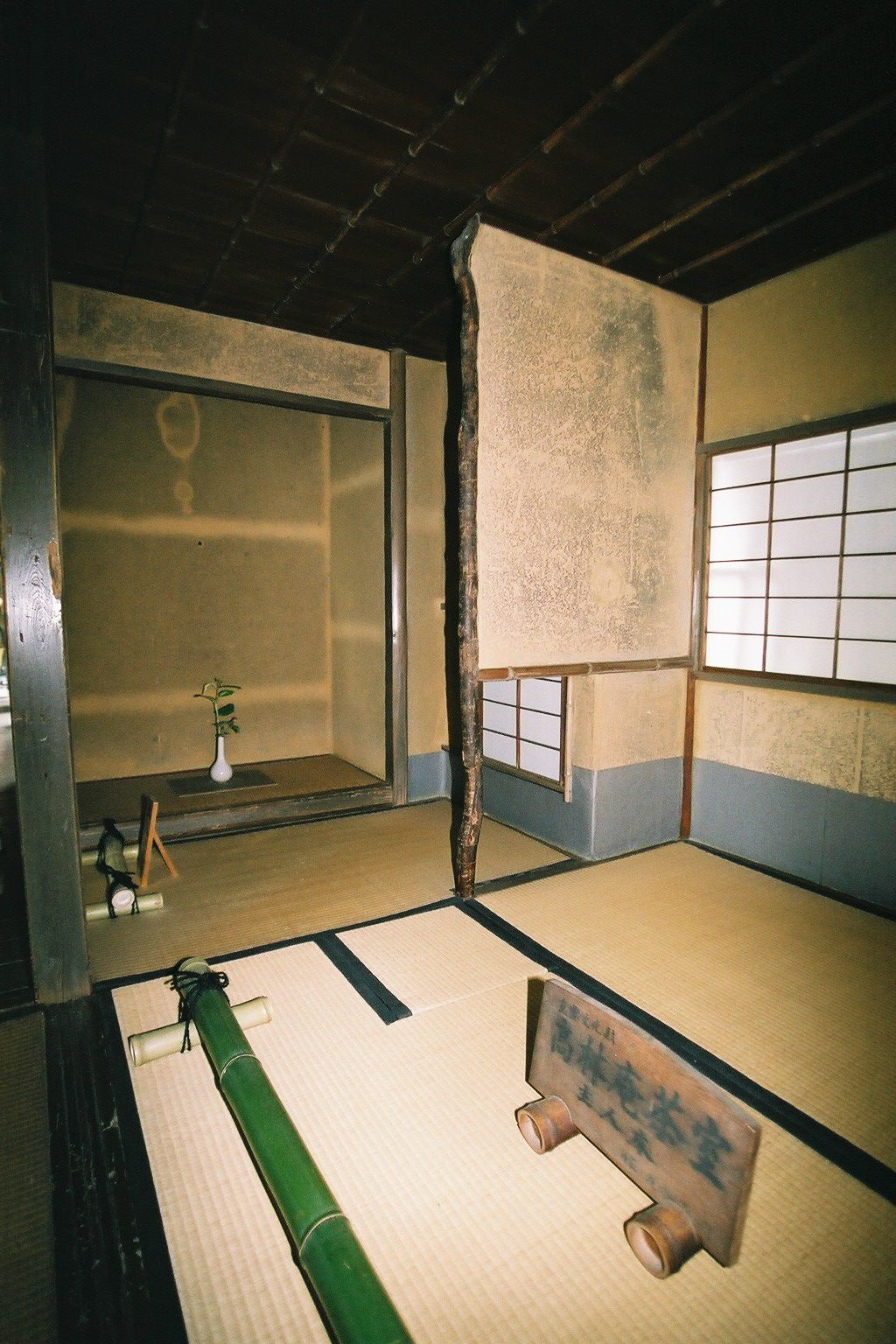
Kourin-in en Jikou-in
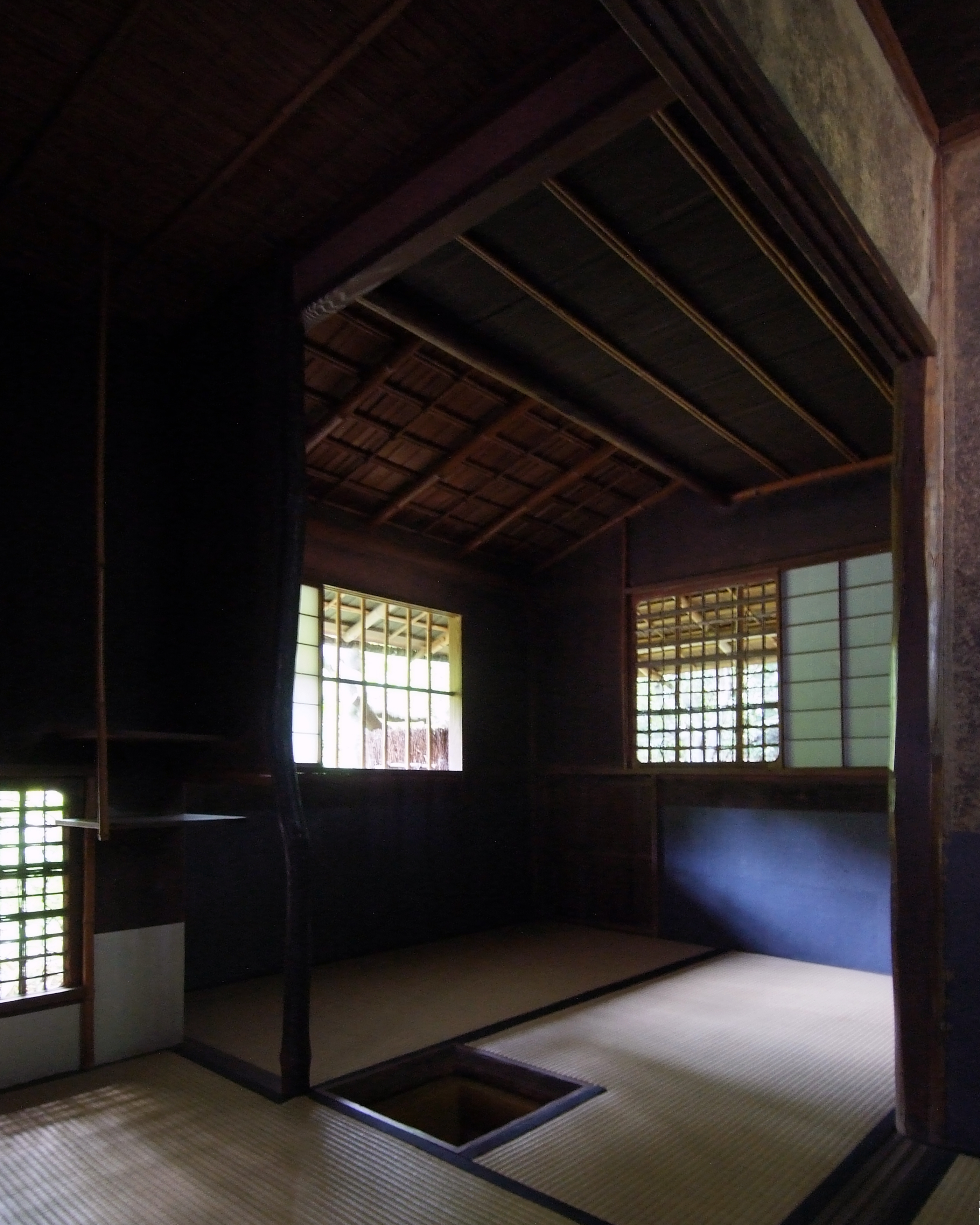
Shōkō-ken
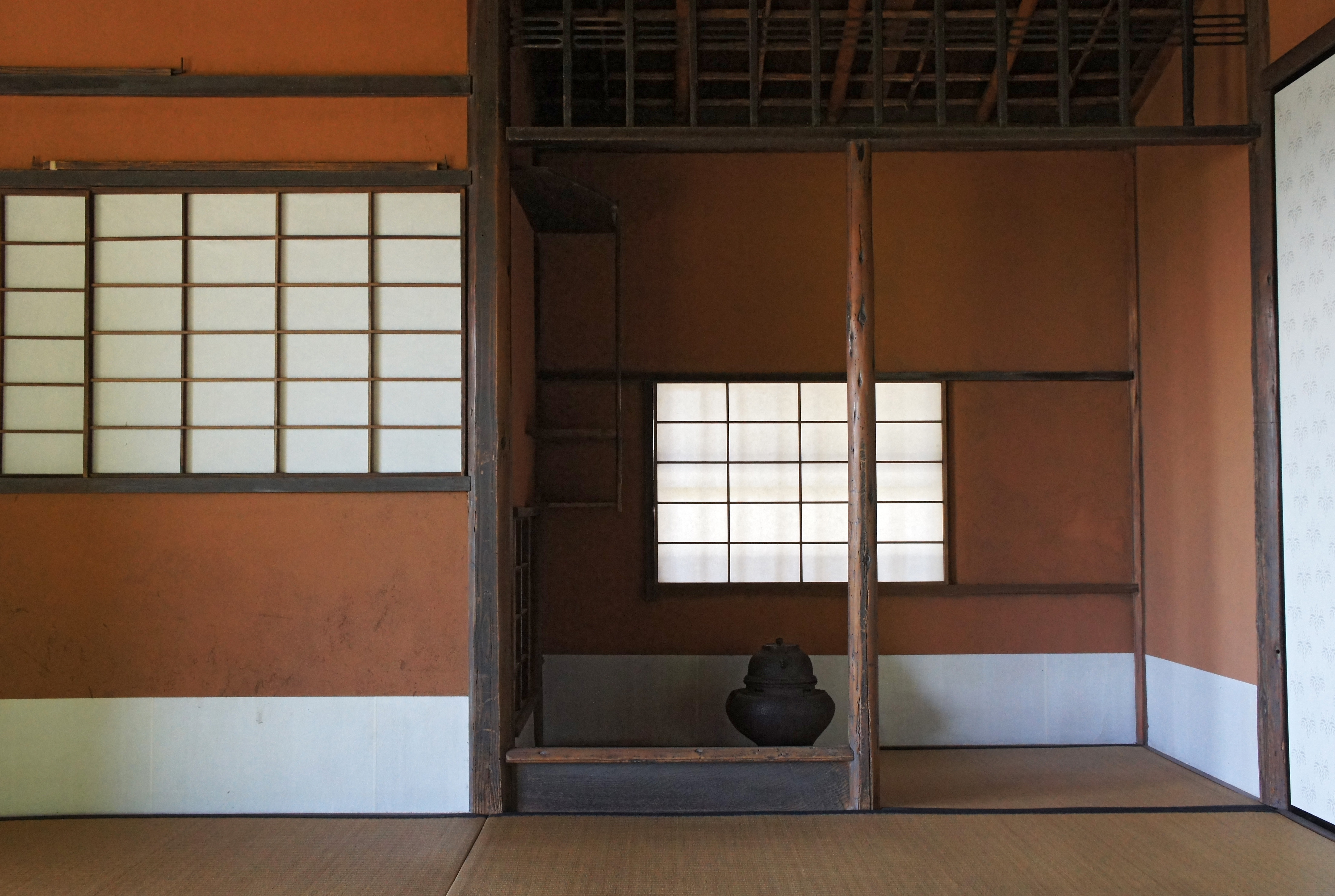
Isome-shi
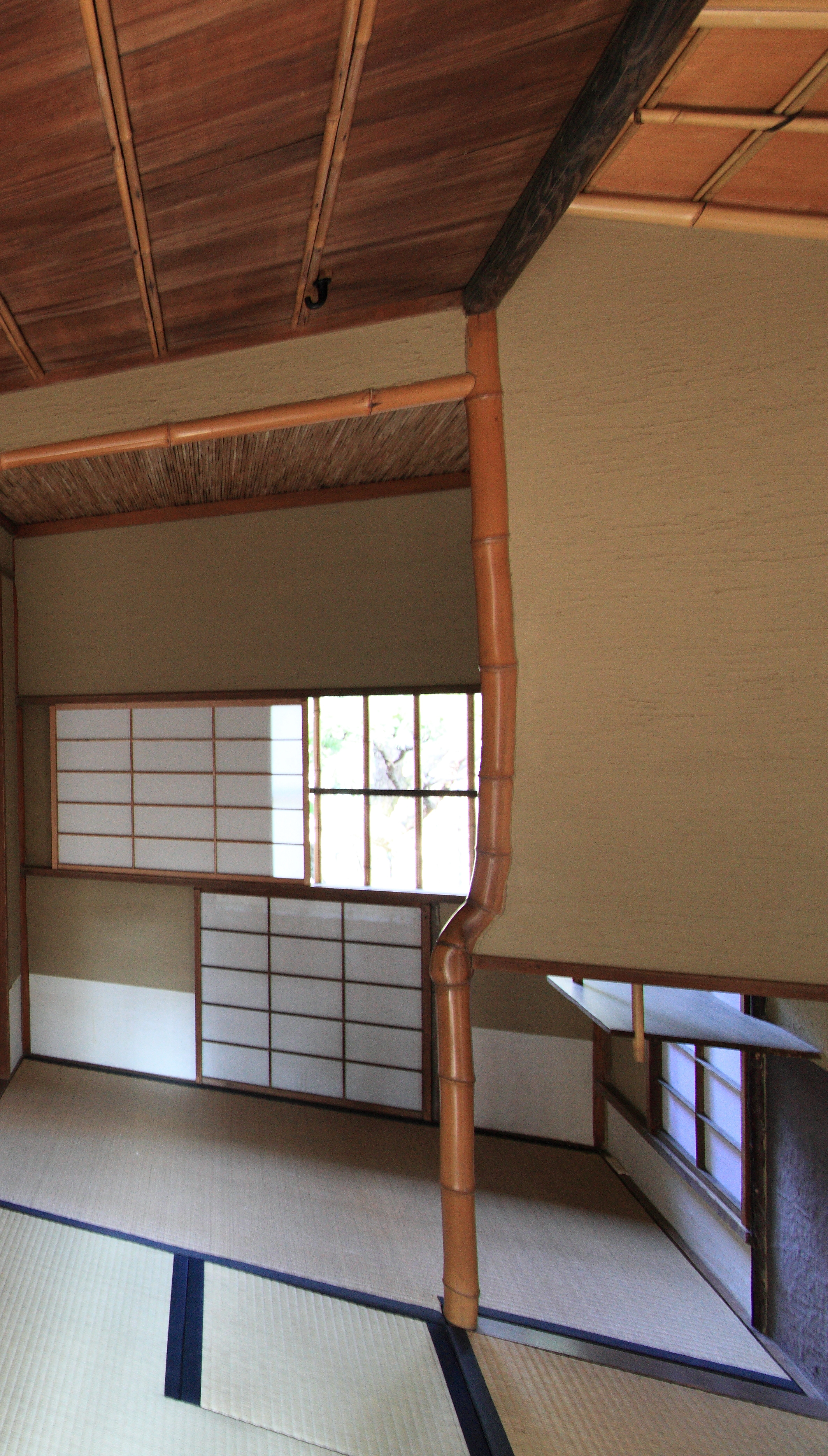
Kaisuian: ventanas shikishi apiladas
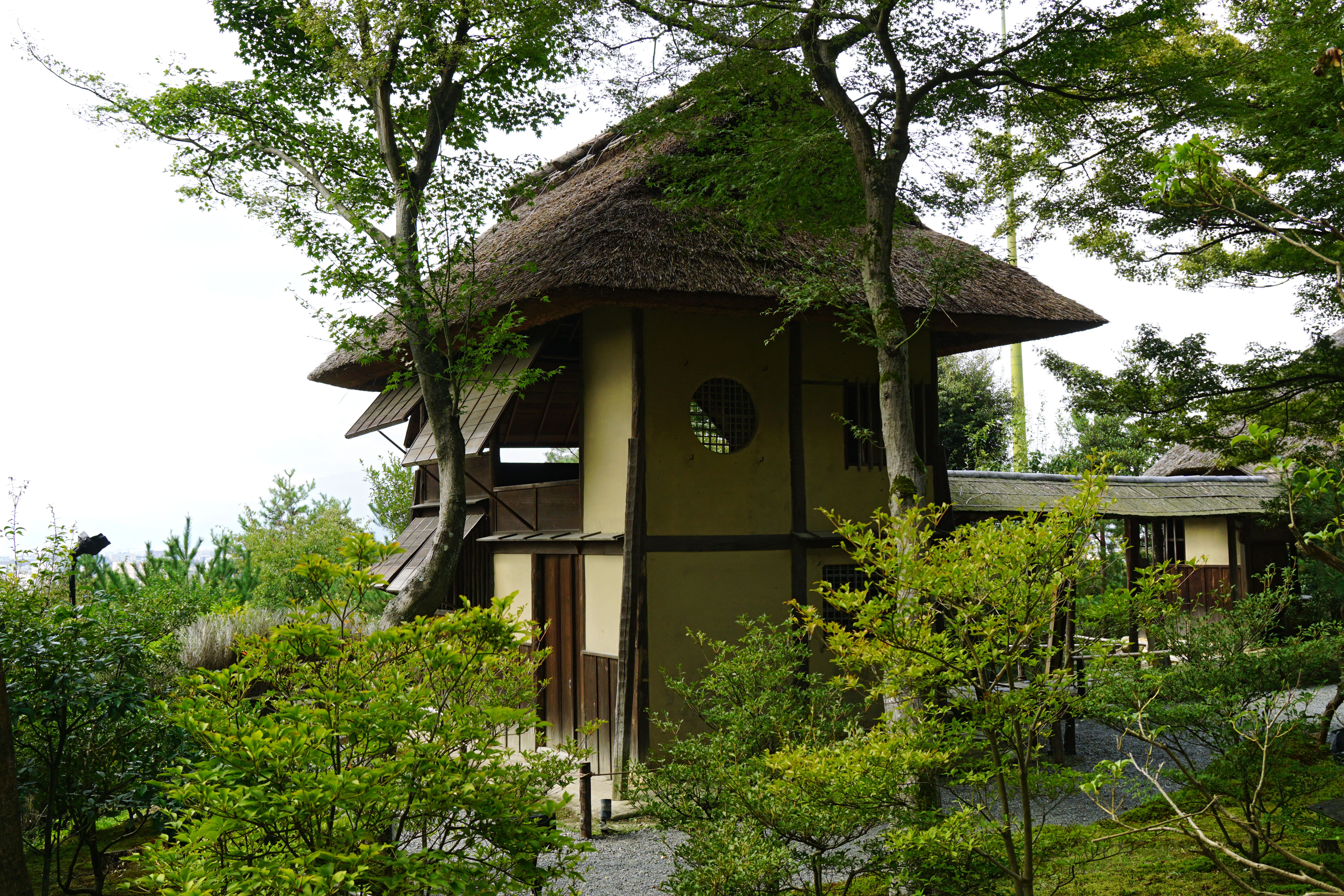
Shigure-tei es un chashitsu único de dos pisos, en Kōdai-ji, Kioto
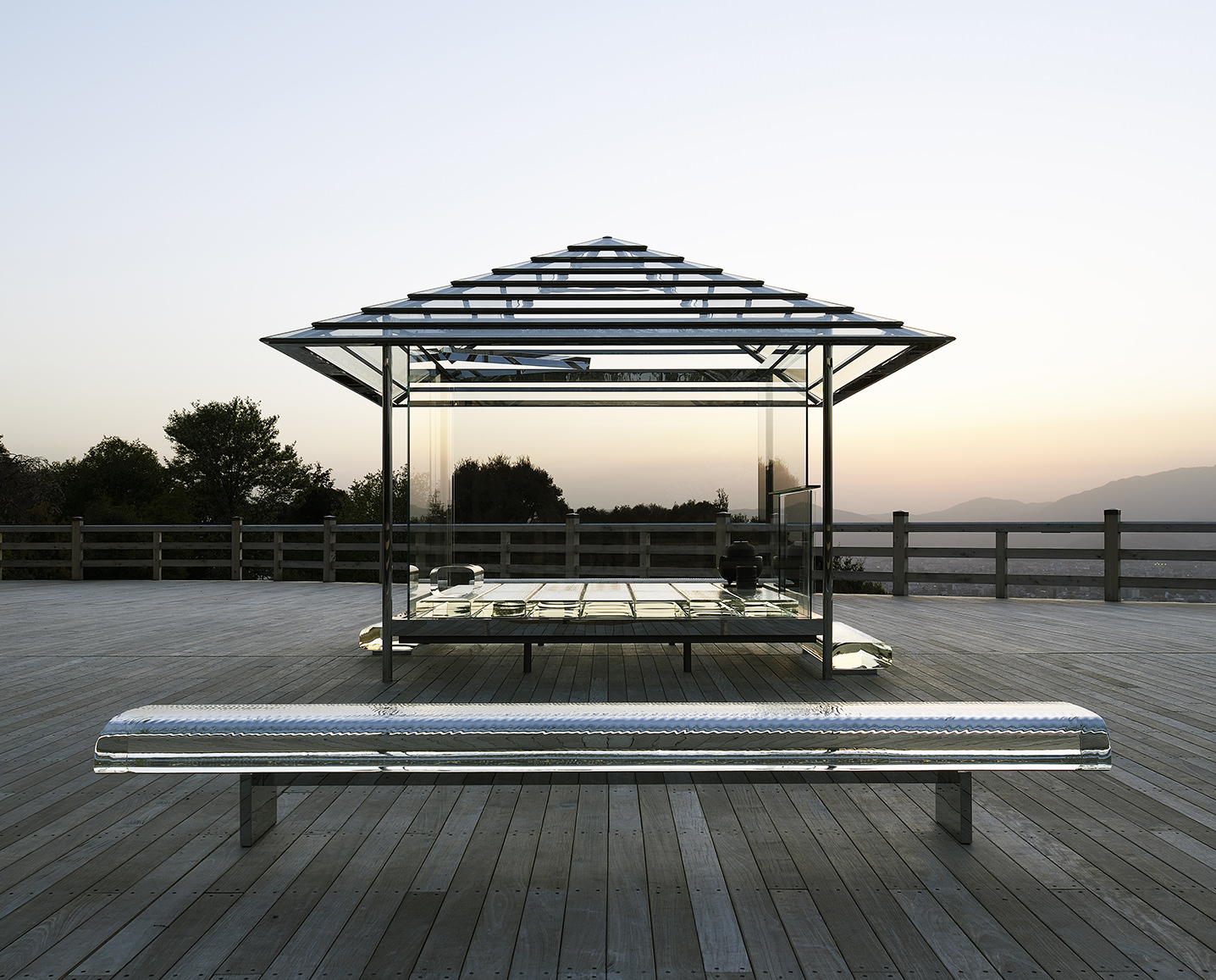
Casa de té de cristal Kuo-An